# Hrvatski športski list (1945.)
Hrvatski športski list je bio hrvatski ilustrirani tjednik koji je izlazio u Zagrebu. Prvi broj ovih novina izašao je 1945., a prestao je izlaziti iste godine. Ukupno je izašlo 13 brojeva. 
Uređivao ga je Vladimir Presečki.